# Terrazzo, Veneto
Terrazzo är en ort och kommun i provinsen Verona i regionen Veneto i Italien. Kommunen hade 2 188 invånare (2018).